# Liste der Bodendenkmäler in Hohenfurch
Auf dieser Seite sind die Bodendenkmäler in der oberbayerischen Gemeinde Hohenfurch zusammengestellt. Diese Tabelle ist eine Teilliste der Liste der Bodendenkmäler in Bayern. Grundlage ist die Bayerische Denkmalliste, die auf Basis des Bayerischen Denkmalschutzgesetzes vom 1. Oktober 1973 erstmals erstellt wurde und seither durch das Bayerische Landesamt für Denkmalpflege geführt wird. Die folgenden Angaben ersetzen nicht die rechtsverbindliche Auskunft der Denkmalschutzbehörde.

## Bodendenkmäler in Hohenfurch
| Lage                                | Objekt | Akten-Nr.     | Bild           |
| ----------------------------------- | --- | ------------- | -------------- |
| (Standort)                          | Siedlung vor- und frühgeschichtlicher Zeitstellung, u. a. der mittleren und späten Latènezeit.                                                               | D-1-8131-0050 |                |
| (Standort)                          | Grabhügel vorgeschichtlicher Zeitstellung. | D-1-8131-0051 |                |
| (Standort)                          | Verebnete Grabhügel vorgeschichtlicher Zeitstellung. | D-1-8131-0052 |                |
| (Standort)                          | Körpergräber des frühen Mittelalters. | D-1-8131-0057 |                |
| (Standort)                          | Straße der römischen Kaiserzeit (Teilstück der Trasse Augsburg–Füssen).                                                                                      | D-1-8131-0177 |                |
| Kirchberg 2; Kirchberg 4 (Standort) | Untertägige mittelalterliche und frühneuzeitliche Befunde im Bereich der katholischen Pfarrkirche Mariä Himmelfahrt in Hohenfurch und ihrer Vorgängerbauten. | D-1-8131-0196 | weitere Bilder |
| (Standort)                          | Untertägige mittelalterliche und frühneuzeitliche Befunde im Bereich der katholischen Kapelle St. Ursula bei Hohenfurch und ihres Vorgängerbaus.             | D-1-8131-0197 | weitere Bilder |
| (Standort)                          | Körpergräber des frühen Mittelalters. | D-1-8131-0205 |                |